# Sarir Kalansziju
Sarir Kalansziju (Sarir Kalanshiyu) – pustynia we wschodniej Libii. Stanowi północno-zachodnią część Pustyni Libijskiej. Zachodnia jej część to pustynia żwirowa, wschodnia – piaszczysta. Na północy pustyni wydobywana jest ropa naftowa.